# Wiedereinführung der Sklaverei in Guadeloupe
Wiedereinführung der Sklaverei in Guadeloupe ist eine Erzählung von Anna Seghers, die 1949 in Berlin erschien. Der Text gehört zusammen mit Der Hochzeit von Haiti und Das Licht auf dem Galgen zu den 1962 publizierten Karibischen Geschichten.
Auf dem Prüfstand steht die Frage: Wie soll mit dem Geschenk Freiheit umgegangen werden? Nach Brandes wirke Anna Seghers mit solchem „ästhetisch komplexen Meisterwerk aufklärerisch“.

## Inhalt
Die Vorgeschichte
Robespierre hatte am Anfang des Jahres 1794 die Sklaverei auch auf Guadeloupe abgeschafft. Sklavenaufseher wie Cantal, ehemals Verwalter auf dem Gut Rohan, waren von der Insel geflüchtet. Kommissar Hugues hatte die englischen Besatzer aus der französischen Kolonie vertrieben, war um 1798 nach Paris vor den Konvent gerufen worden und wird Kommissar von Guayana.
Die Geschichte
Drei erklärte Gegner der Sklaverei treffen sich bei der schwarzen Familienmutter Manon. Da ist der Mulatte Berenger. In Paris militärisch ausgebildet, wurde er im Jahr vor Handlungsbeginn Kommandant des Forts von Guadeloupe. Der Weiße Beauvais ist ein Offizier aus Paris  und der Schwarze Paul Rohan ist ein ehemaliger Feldsklave. Diese Männer lassen die Zeit bis zur Ankunft des Nachfolgers von Kommissar Hugues nicht ungenutzt verstreichen. Alle diese Kämpfer gegen die Sklavenhalter, wie auch der schwarze Schmied Jean Rohan, werden von den nicht ganz zehntausend Schwarzen auf Guadeloupe gehasst. Denn diese wenigen neuen Antreiber mahnen die Inselbewohner zur täglichen, regelmäßigen Arbeit auf den Plantagen. Der andauernd zäh geführte Überredungsversuch misslingt. Die von Robespierre Befreiten wissen mit ihrer Freiheit nichts anzufangen; wollen nicht freiwillig schuften. Nach 1799 macht Napoleon ein Ende mit dem Geschwätz. Kommissar Vigneron, Nachfolger von Hugues auf Guadeloupe, wird durch Kommissar Boisseret ersetzt. Sechs Jahre nach ihrer Befreiung werden die Schwarzen auf Guadeloupe von dem Korsen erneut versklavt. Frankreich erwartet von der Insel Schiffe, beladen mit Kaffee. Auch Zucker wird benötigt. Der Feind England muss besiegt werden.
Schwarze werden aus der neuen Inselverwaltung entfernt. Auf Befehl sollen alle ehemaligen Arbeiter samt Familie an ihren ehemaligen Arbeitsplätzen erscheinen.
Widerstand regt sich. Berenger sprengt sein Fort in die Luft. Auf Cantal, der sich wieder auf die Insel gewagt hat, wird geschossen. Über Paul Rohans Ende redet keiner der Sklaven. Auch die Erzählerin schweigt sich aus. Die Andeutungen über Manons Ende werden hin und her gewendet. Es muss ein schlimmes gewesen sein. Darüber spricht man besser nicht. Manon hatte einen zudringlichen weißen Offizier mit dem Messer angegriffen und war dafür zusammen mit ihrer Familie auf der Stelle bestialisch umgebracht worden. Beauvais fällt im bewaffneten Kampf gemeinsam mit schwarzen Kämpfern gegen die Sklaverei. Zwar widersetzt sich Jean Rohan dem Gestellungsbefehl, doch er rafft sich nicht zum Widerstand auf. Der schwarze Schmied wird auf der Flucht durch den Wald von Hunden gehetzt und von einer weißen Patrouille erschossen. Schwarze hatten den Soldaten einen Pfad mit der Machete freigeschlagen.

## Zitat
Anna Seghers über zwei alte ehemalige Sklaven: „Sie gestanden sich ein, sobald sie allein waren, in der Sklavenzeit sei ihr Leben schöner gewesen.“

## Form und Interpretation
Im fünfzehnten und letzten Kapitel führt Anna Seghers noch schnell einen gewissen Oberst Boyer ein. Der Bonapartist erholt sich zu der Zeit, als Napoleon Kaiser geworden ist, ein wenig an der Schweizer Grenze und erzählt seiner lauschenden Familie von Marengo, Ägypten und unter anderem auch von der Insel Guadeloupe. Gerade mit einer Begebenheit, die sich auf dieser Antillen-Insel zugetragen hat, rührt er einen Knaben unter den Zuhörern „bis ins tiefe Herz“. Unter den zahlreichen schwarzen toten Kämpfern gegen die napoleonischen Truppen war ein einzelner Weißer entdeckt und mit allen zusammen begraben worden. Nur die Autorin und der Leser wissen – es ist Beauvais. Übrigens erfährt Boyer auch vom Sterben Toussaints auf einer Festung in der Nachbarschaft seines Erholungsortes.
Der Leser muss sich den Tod Paul Rohans zusammenreimen. Cantal hatte Claire, die Braut des ehemaligen Feldsklaven, gegen eine Sklavin von einem anderen Gut getauscht und das Paar somit getrennt. Als Cantal sich auf die Insel zurückwagt, wird er auf dem Gut Rohan mit einer Gewehrsalve empfangen. Anna Seghers schreibt nur, der Widerstand wurde erstickt und die Kunde von dem Vorfall breitete sich über die Insel aus.
Der oben hingeschriebene Satz „Berenger sprengt sein Fort in die Luft.“ trifft zunächst nicht ganz exakt, sondern ist lediglich eine zusammenfassende Schlussfolgerung. Denn Anna Seghers teilt erst mit, das Fort fliegt in die Luft. Darauf gibt sie einen vorangegangenen Dialog zwischen dem schwarzen Schmied Jean Rohan und Berenger wieder, aus dem der Leser auf den mutmaßlichen „Täter“ schließen kann. Allerdings schafft Anna Seghers sieben Seiten weiter hinten Klarheit.
An die Merkfähigkeit des Lesers werden höchste Anforderungen gestellt. So ist zum Beispiel im vierten Kapitel vom Verwalter auf Gut Rohan die Rede. Im dreizehnten Kapitel dann fällt sein Name: Cantal.

## Rezeption
- Anna Seghers schreibe gegen das Vergessen an.[5]
- Die Psyche einfacher Menschen sei mit Einfühlung bloßgelegt worden. Am Beispiel des Offiziers Beauvais werde gezeigt, die Unterdrückten bedürften der Beihilfe von Männern aus dem Lager der Unterdrücker.[6]
- Brandes[7] extrapoliert die Apathie der Sklaven auf die DDR-Bevölkerung. In diese Richtung argumentiert auch Hilzinger mit der These von der Kritik am Zeitgeschehen.[8]
- Schrade erklärt die Beschreibung der Flucht und des Todes Jean Rohans zum erzählerischen Höhepunkt, weil aus der Überhöhung des gesamten Vorganges „eine Perspektive über die Niederlage hinaus“[9] resultiere.
- 1982, Manfred Behn-Liebherz: „Der Schriftsteller als Gedächtnis der Revolution. Die Karibischen Geschichten von Anna Seghers.“[10]

### Textausgaben
Erstausgabe
- Wiedereinführung der Sklaverei in Guadeloupe in Anna Seghers: Die Hochzeit von Haiti. Zwei Novellen. (zusammen mit der Titelerzählung) 140 Seiten. Aufbau-Verlag, Berlin 1949

Verwendete Ausgabe
- Wiedereinführung der Sklaverei in Guadeloupe. S. 279–339 in: Anna Seghers: Erzählungen 1952–1962. Band XI der Gesammelten Werke in Einzelausgaben (enthält außerdem Der Mann und sein Name. Der erste Schritt. Brot und Salz. Vierzig Jahre der Margarete Wolf und die „Karibischen Geschichten“ Die Hochzeit von Haiti sowie Das Licht auf dem Galgen). 2. Auflage. Aufbau-Verlag, Berlin 1981.

Neue Werkausgabe
- Anna Seghers: Erzählungen 1948–1949 (Werkausgabe Band II/3). Bandbearbeitung Robert Cohen. Aufbau Verlag, Berlin 2012 (enthält Die Hochzeit von Haiti, Wiedereinführung der Sklaverei in Guadeloupe, Das Argonautenschiff, Das Kochbuch sowie ein frühes Fragment von Das Licht auf dem Galgen).

### Sekundärliteratur
- Heinz Neugebauer: Anna Seghers. Leben und Werk. Mit Abbildungen (Wissenschaftliche Mitarbeit: Irmgard Neugebauer, Redaktionsschluss 20. September 1977). 238 Seiten. Reihe „Schriftsteller der Gegenwart“ (Hrsg. Kurt Böttcher). Volk und Wissen, Berlin 1980.
- Kurt Batt: Anna Seghers. Versuch über Entwicklung und Werke. Mit Abbildungen. 283 Seiten. Reclam, Leipzig 1973 (2. Auflage 1980). Lizenzgeber: Röderberg, Frankfurt am Main, ISBN 3-87682-470-2 (Röderberg-Taschenbuch Band 15)
- Ute Brandes: Anna Seghers. Colloquium Verlag, Berlin 1992. Band 117 der Reihe „Köpfe des 20. Jahrhunderts“, ISBN 3-7678-0803-X
- Andreas Schrade: Anna Seghers. Metzler, Stuttgart 1993 (Sammlung Metzler Band 275 (Autoren und Autorinnen)), ISBN 3-476-10275-0
- Sonja Hilzinger: Anna Seghers. Mit 12 Abbildungen. Reihe Literaturstudium. Reclam, Stuttgart 2000, RUB 17623, ISBN 3-15-017623-9

## Anmerkung
1. ↑  
Toussaint aus der Hochzeit von Haiti starb 1803 auf Château de Joux.